# Chrysocharis
Chrysocharis is een geslacht van vliesvleugeligen uit de familie Eulophidae. De wetenschappelijke naam van dit geslacht is voor het eerst geldig gepubliceerd in 1856 door Förster.

## Soorten
Het geslacht Chrysocharis omvat de volgende soorten:
- Chrysocharis absentia Hansson, 1997
- Chrysocharis acoris (Walker, 1839)
- Chrysocharis acutigaster Hansson, 1985
- Chrysocharis aegyptiensis Hansson, 1985
- Chrysocharis ainsliei Crawford, 1912
- Chrysocharis ajugus Dubey, 1974
- Chrysocharis albicoxis Erdös, 1958
- Chrysocharis albipes (Ashmead, 1904)
- Chrysocharis alpinus Yefremova, 2001
- Chrysocharis aluta Yoshimoto, 1973
- Chrysocharis amanus (Walker, 1839)
- Chrysocharis amasis (Walker, 1839)
- Chrysocharis amyite (Walker, 1839)
- Chrysocharis antoni Hansson, 1985
- Chrysocharis arctica (Erdös, 1950)
- Chrysocharis argyropezae Graham, 1963
- Chrysocharis assis (Walker, 1839)
- Chrysocharis auratus (Ashmead, 1887)
- Chrysocharis avia Hansson, 1985
- Chrysocharis bambeyi Risbec, 1951
- Chrysocharis beckeri Yoshimoto, 1973
- Chrysocharis bedius (Walker, 1842)
- Chrysocharis bestiola Hansson, 1985
- Chrysocharis boriquenensis Hansson, 1987
- Chrysocharis budensis Erdös, 1954
- Chrysocharis caribea Boucek, 1977
- Chrysocharis cerodonthae Hansson, 1987
- Chrysocharis cerris Erdös, 1961
- Chrysocharis chlorus Graham, 1963
- Chrysocharis chromatomyiae Hansson, 1987
- Chrysocharis cimbicis (Brues, 1909)
- Chrysocharis clarkae Yoshimoto, 1973
- Chrysocharis collaris Graham, 1963
- Chrysocharis compressicornis Ashmead, 1895
- Chrysocharis coptodiscae Yoshimoto, 1973
- Chrysocharis cornigera Hansson, 1995
- Chrysocharis costalimai (Guimaraes, 1957)
- Chrysocharis crassiscapus (Thomson, 1878)
- Chrysocharis debussyi Hansson, 1985
- Chrysocharis discalis Graham, 1975
- Chrysocharis echinata (Mani, 1989)
- Chrysocharis elongata (Thomson, 1878)
- Chrysocharis entedonoides (Walker, 1872)
- Chrysocharis equiseti Hansson, 1985
- Chrysocharis eurynota Graham, 1963
- Chrysocharis euterpe Hansson, 1985
- Chrysocharis flacilla (Walker, 1842)
- Chrysocharis flaviclypeus Hansson, 1987
- Chrysocharis foliincolarum (Christ, 1791)
- Chrysocharis frigida Baur & Hansson, 1997
- Chrysocharis fulviscapus Hansson, 1987
- Chrysocharis funicularis Khan, 1985
- Chrysocharis gallicola (Costa Lima, 1930)
- Chrysocharis gemina Hansson, 1987
- Chrysocharis gemma (Walker, 1839)
- Chrysocharis gibsoni Hansson, 1987
- Chrysocharis giraulti Yoshimoto, 1973
- Chrysocharis griffithsi Hansson, 1987
- Chrysocharis horticola Mani, 1971
- Chrysocharis idyia (Walker, 1839)
- Chrysocharis ignota Hansson, 1987
- Chrysocharis illustris Graham, 1963
- Chrysocharis imbrasus (Walker, 1847)
- Chrysocharis imphalensis (Chishti & Shafee, 1988)
- Chrysocharis indicus Khan, 1985
- Chrysocharis johnsoni Subba Rao, 1957
- Chrysocharis kimamaensis Hansson, 1987
- Chrysocharis lankensis Hansson, 1985
- Chrysocharis laomedon (Walker, 1839)
- Chrysocharis laricinellae (Ratzeburg, 1848)
- Chrysocharis latifossa Hansson, 1985
- Chrysocharis lepelleyi Ferrière, 1936
- Chrysocharis liriomyzae Delucchi, 1954
- Chrysocharis longiclavatus Khan, Agnihotri & Sushil, 2005
- Chrysocharis longicoxa Hansson, 1987
- Chrysocharis longigaster Hansson, 1987
- Chrysocharis longinerva Hansson, 1997
- Chrysocharis longiscapus Khan, Agnihotri & Sushil, 2005
- Chrysocharis longitarsus Hansson, 1985
- Chrysocharis loranthellae Erdös, 1954
- Chrysocharis lubrica Ikeda, 1996
- Chrysocharis maculipennis (Brèthes, 1922)
- Chrysocharis maya Hansson, 1997
- Chrysocharis mediana Förster, 1861
- Chrysocharis minuta (Hansson, 1986)
- Chrysocharis miranda Graham, 1983
- Chrysocharis moravica (Malac, 1943)
- Chrysocharis nautius (Walker, 1846)
- Chrysocharis nephereus (Walker, 1839)
- Chrysocharis nigra Ikeda, 1996
- Chrysocharis nigricrus (Thomson, 1878)
- Chrysocharis nitetis (Walker, 1839)
- Chrysocharis nitida Hansson, 1985
- Chrysocharis nitidifrons Graham, 1963
- Chrysocharis occidentalis (Girault, 1916)
- Chrysocharis omari (Girault, 1917)
- Chrysocharis orbicularis (Nees, 1834)
- Chrysocharis oscinidis Ashmead, 1888
- Chrysocharis pallidigaster Hansson, 1987
- Chrysocharis pallipes (Nees, 1834)
- Chrysocharis paradoxa Hansson, 1985
- Chrysocharis parma Hansson, 1997
- Chrysocharis pentheus (Walker, 1839)
- Chrysocharis perditor Hansson, 1987
- Chrysocharis phryne (Walker, 1839)
- Chrysocharis phytomyzivora Hansson, 1987
- Chrysocharis pilicoxa (Thomson, 1878)
- Chrysocharis pilosa Delucchi, 1954
- Chrysocharis polita (Howard, 1897)
- Chrysocharis polyzo (Walker, 1839)
- Chrysocharis prodice (Walker, 1839)
- Chrysocharis pubens Delucchi, 1954
- Chrysocharis pubicornis (Zetterstedt, 1838)
- Chrysocharis purpurascens Hansson, 1997
- Chrysocharis purpurea Bukovskii, 1938
- Chrysocharis robusta Yoshimoto, 1973
- Chrysocharis sentenaca Hansson, 1995
- Chrysocharis splendidissima (Girault, 1917)
- Chrysocharis stigmata Ashmead, 1894
- Chrysocharis subcircularis Yoshimoto, 1973
- Chrysocharis submutica Graham, 1963
- Chrysocharis sulcata (Hansson, 1986)
- Chrysocharis sunosei Kamijo, 1981
- Chrysocharis sylleptae Risbec, 1951
- Chrysocharis tristis Hansson, 1987
- Chrysocharis truncatula Graham, 1963
- Chrysocharis tsugae Ikeda, 1996
- Chrysocharis ujiyei Kamijo, 1977
- Chrysocharis viridis (Nees, 1834)
- Chrysocharis vonones (Walker, 1839)
- Chrysocharis wahli Hansson, 1995
- Chrysocharis walleyi Yoshimoto, 1973
- Chrysocharis zizyphi Hansson, 1985